# برنهارد (أمير هولندي)
برنهارد أمير ليبه بيسترفيلد (بالألمانية: Prince Bernhard of Lippe-Biesterfeld) هو أمير هولندي ألماني المولد ولد في يوم 29 يونيو 1911 في مدينة ينا، ولد لعائلة ليبه النبيلة، أصبح أمير هولندا بعد زواجه من ملكة هولندا يوليانا، ولدت منه الملكة أربعة بنات وهن بياتريكس وإيرين ومارغريت وكريستينا، أصبح والد الملكة بياتريكس في سنة 1980 وهو جد الملك الهولندي الحالي فيليم ألكسندر. توفي في يوم 1 ديسمبر 2004 في أوتريخت.

## الزواج
تقابل برنهارد مع الأميرة يوليانا أثناء دورة الألعاب الأولمبية الصيفية 1936 في برلين، كانت والدة الأميرة الملكة فيلهلمينا من عائلة نبيلة بروتستانتية، كانت أسرة ليبي مناسبة لتوجهات الملكة المتدينة، فأرسلت محاميها للأسرة لأجل إتمام الخطوبة. تم إعلان الخطوبة في سبتمبر 1936 وتزوجا في يناير 1937 في لاهاي، حصل بعدها برنهارد على الجنسية الهولندية. بالإضافة إلى أبنائه الأربعة مع الملكة يوليانا، كان له إبنتين غير شرعيتين وهن أليسيا فون بيلفيلد (ولدت في 1952) و أليكسيا لوجويني (ولدت في 1967) من عشيقته الفرنسية هيلين غريندا. المؤرخ الهولندي كيس فاسير إدعى أنه والد السياسي البريطاني السابق جوناثان أيتكين من خلال علاقته بوالدته بينيلوبي مافي.

## علاقته بالنازية
الأمير برنهارد كان عضواً في منظمة شوتزشتافل التابعة للحزب النازي قبل الحرب العالمية الثانية. أفراد آخرين من عائلته وأصدقائه إنضموا إلى النازيين أثناء الحرب، حيث دعى الكثير منهم إلى زفافه. الحكومة الهولندية أنذاك رفضت حضور أدولف هتلر إلى الزفاف، لكن هتلر أرسل تهنئة رسمية لبرنهارد. شقيق الأمير برنهارد الأمير أشفين كان ضابط في الجيش الألماني. على الرغم من كونه نازي سابق فقد أثبت الأمير الهولندي ولائه لهولندا حيث وقف ضد ألمانيا أثناء غزوها لهولندا وقد قام بقطع كل علاقاته مع أفراد عائلته وأصدقائه النازيين، وعند تواجد القوات الألمانية معه رفض التكلم معهم بالألمانية واستمر بالتكلم بالهولندية. أثناء الحرب العالمية تم تصويره مع رشاشته وهو يصوب نحو الطائرات الألمانية، بعد الغزو هرب هو وعائلته الملكية إلى إنجلترا.

## روابط خارجية
- مقالات تستعمل روابط فنية بلا صلة مع ويكي بيانات
- هذه المقالة غير مرتبط بويكي بيانات